# Нестерово (Бельский район)
Не́стерово — деревня в Бельском районе Тверской области России. Входит в состав Пригородного сельского поселения.

## География
Деревня находится в юго-западной части Тверской области, в зоне хвойно-широколиственных лесов, на берегах реки Льба, при автодороге 28Н-0134, на расстоянии примерно 10 км (по прямой) к северо-востоку от города Белый, административного центра района. Абсолютная высота — 199 м над уровнем моря.

### Климат
Климат характеризуется как умеренно континентальный, с умеренно морозной снежной зимой и относительно тёплым влажным летом. Среднегодовая температура воздуха — 4,1 °C. Средняя температура воздуха самого холодного месяца (января) — −8,8 °C (абсолютный минимум — −47 °C), средняя температура самого тёплого (июля) — 17,2 °С (абсолютный максимум — 36 °С). Безморозный период длится около 130 дней. Годовое количество атмосферных осадков составляет в среднем 612 мм, из которых большая часть выпадает в тёплый период. Снежный покров держится в течение 148 дней.

### Часовой пояс
Деревня Нестерово, как и вся Тверская область, находится в часовой зоне МСК (московское время). Смещение применяемого времени относительно UTC составляет +3:00.

## Население
| 2010 |
| ---- |
| 99   |

### Национальный состав
Согласно результатам переписи 2002 года, в национальной структуре населения русские составляли 98 % из 163 чел.